# Magnus Dahlerus
Magnus John Dahlerus, född 11 februari 1963 på Lidingö, är en svensk poet, litteraturkritiker och regissör. 
Magnus Dahlerus har sedan 1999 arbetat vid Teater Blanca, 2002 blev han konstnärlig ledare för teatern. Han är verksam som recensent främst på Upsala Nya Tidning. 1997 var han en av vinnarna i SL:s lyrik-tävling med dikten Resenärerna. Ordförande i Uppsala författarsällskap sedan februari 2017.   
2002 skapade Dahlerus projektet 5 nya unga. I det ingick de 5 Heteronymerna: André Blomgren, Niklas Hägerström, Helen Boij, johnjohn sedahl, Rasmus M (som senare visade sig vara pseudonym för Marie Rasmus). Gruppen utökades så småningom med heteronymen Karla Kson. 5 nya unga skrev ett manifest om poesins roll. De publicerade sig med dikter på Argus area och Olas Utpost. 2004 medverkande Magnus Dahlerus i radiodokumentären Blomgrens vardag. Där avslöjas att Hampus André Blomgren är en roll i en fiktion om ett skådespel om en grupp poeter. Projektet avslutades 2007.     

## Publicerat, dikter
- 1996 – En av åtta vinnare i SL:s poesitävling: publicering i tunnelbanevagnarna, storbild på Mariatorgets tunnelbanestation, framsidan av Norrtäljes busstidtabell vintern 1997 och i antologin På Väg (Ordalaget, 1998, 1999, 2006)
- 1999 – dikten "Till dess du våra ögon", Bonniers Litterära Magasin (nr 3)
- 2000 – en diktsvit, Provins (nr 1)
- 2001 – en av 5 vinnare, diktsvit, Ordkonsts (nr 2) dikttävling
- 2002 – vinst, en kort dikt, Diasporas (nr 1) dikttävling
- 2004 – en dikt, Semafor (nr 1-2)
- 2004 – två dikter, Provins (nr 2)
- 2005 – en dikt, Metamorfos (nr 1-2)
- 2005 – två dikter, Komma (nr 4)
- 2016 – tre dikter, Biz&art, (nr 29, 2016)
- 2018 – fem dikter i antologin: I rörelse - 27 poeter från Uppland

## Regi och manusbearbetning, i samarbete med ensemblen
- 2002 – Stormen tolkning av William Shakespeares manus
- 2006 – Romeo och Julia tolkning av William Shakespeares manus
- 2007 – Råttfångaren i Hameln fritt efter folksagan
- 2009 – Herr As pengar tolkning av Selma Lagerlöfs berättelse
- 2012 – Resenärerna, en Diktkabaré
- 2013 – Resenärerna, en kortfilm
- 2015 – Måsen, fritt efter Anton Tjechov
- 2018 – En midsommarnattsdröm, fritt efter William Shakespeare
- 2025 – Gösta Berlings saga fritt efter Selma Lagerlöfs roman

## Radio
- 1999, 2003  – Skriv så spelar vi, P3 teatern, 7 st kortdramer (manusförfattare)
- 2004 – Medverkar i radiodokumentären Blomgrens vardag under namnet Hampus André Blomgren
- 2009 – Veckans upplänning, i P4 Uppland

## Utmärkelser
- 2015 – Uppsala kommuns Hedersstipendium, för arbetet med Teater Blanca 2015